# EMD FP7形ディーゼル機関車
EMD FP7は1949年から1953年にかけてGM-EMDで生産された電気式ディーゼル機関車でF7のAユニットを旅客輸送向けに再設計した車両である。FP7も元になったF7同様によりカナダ向けの車両はGMDで作られた。最終組立はGM-EMD製はイリノイ州のラグレーンジ工場で、GMD製はオンタリオ州ロンドン工場で行われた。

## 概要
Fシリーズは本来貨物列車牽引用の機関車で旅客輸送にはEシリーズが用意されていたが、FTの時より鉄道会社で旅客輸送に対応できるように改造された車両が山岳路線等で旅客列車を牽引することも多かった。そのため、F3では販売時に蒸気発生装置をオプションで取り付け可能になったものの、Aユニットには蒸気発生器用の水タンクを搭載するスペースがなかった。そこで旅客列車牽引用としてF7のAユニットを1.2mほど延長して全長16.5mとした上で蒸気発生器用の水タンクを搭載できるようにしたのがFP7である。
外観もF7と比較し全長が伸びたので運転室寄りの丸窓とフィルター格子の間隔がF7より広くなった。
Bユニットは水タンクを搭載するスペースがあったことからFP7はAユニットのみ設計され、1949年から1953年にかけて378両が製造された。
FP7もF7同様に側面のフィルター格子や上部についているステンレス鋼製のグリルの形状はフェイズI仕様とフェイズII仕様が存在する。
なお、F7で追加で設置された屋根上のダイナミックブレーキ用のファンは設置された車両と未設置車がある。ダイナミックブレーキ用のファンが未設置車は屋根にも水タンクが設置されている。
FP7は北米だけでなくサウジアラビアのArabian American Oil Companyにも2両が収められたため、サウジアラビアでも活躍した。

## 旅客・貨物列車の牽引

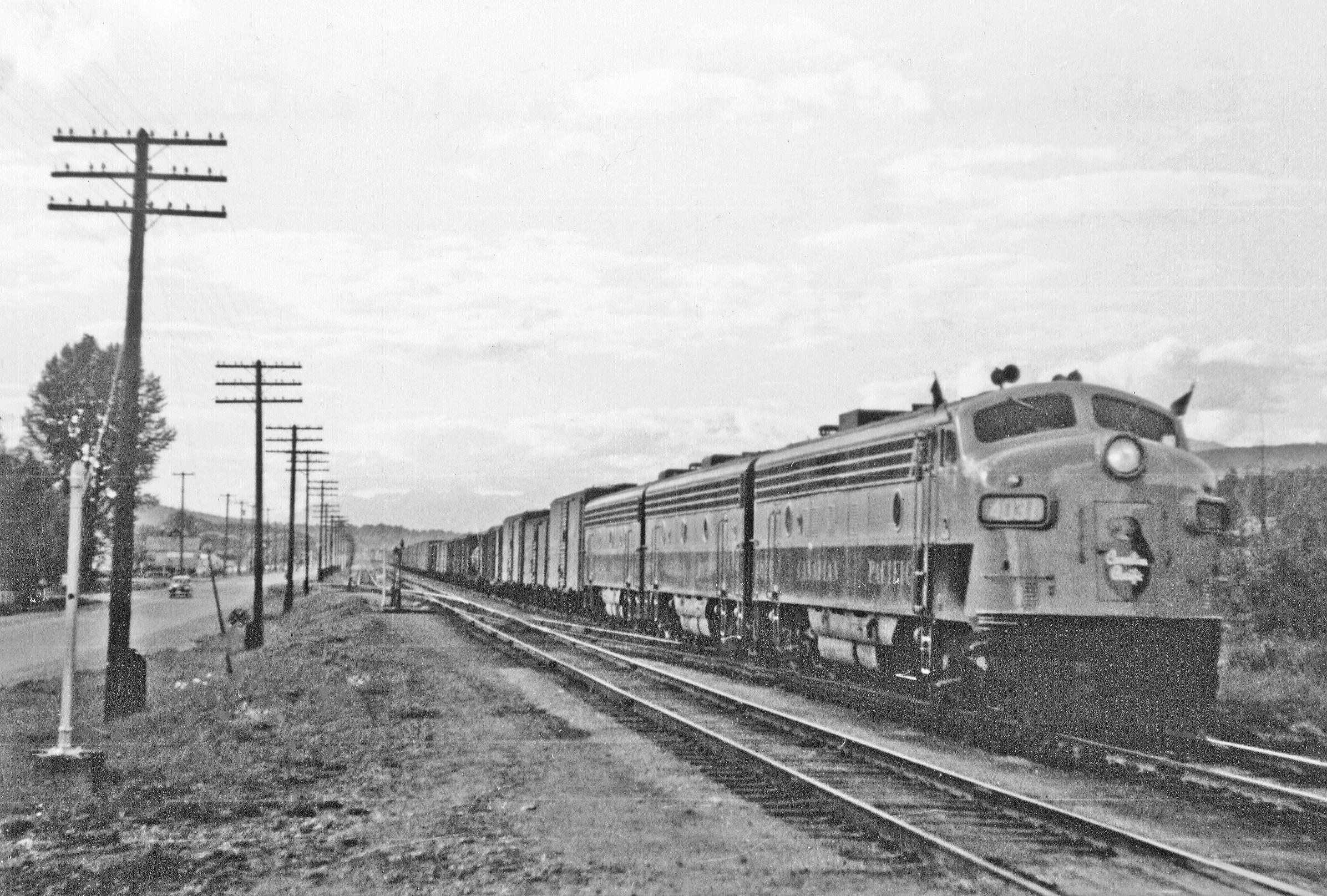
カナダ太平洋鉄道のFP7が牽引する貨物列車。

当初から旅客列車を牽引する用途で製造されたFP7はカリフォルニア・ゼファー等の長距離列車等の各種旅客列車牽引に活躍した。
また、貨物列車の牽引向けに設計されたF7をベースにしているため、旅客列車だけでなく貨物列車を牽引することもあり、F7とともに貨客双方の輸送で活躍した。

## 保存車

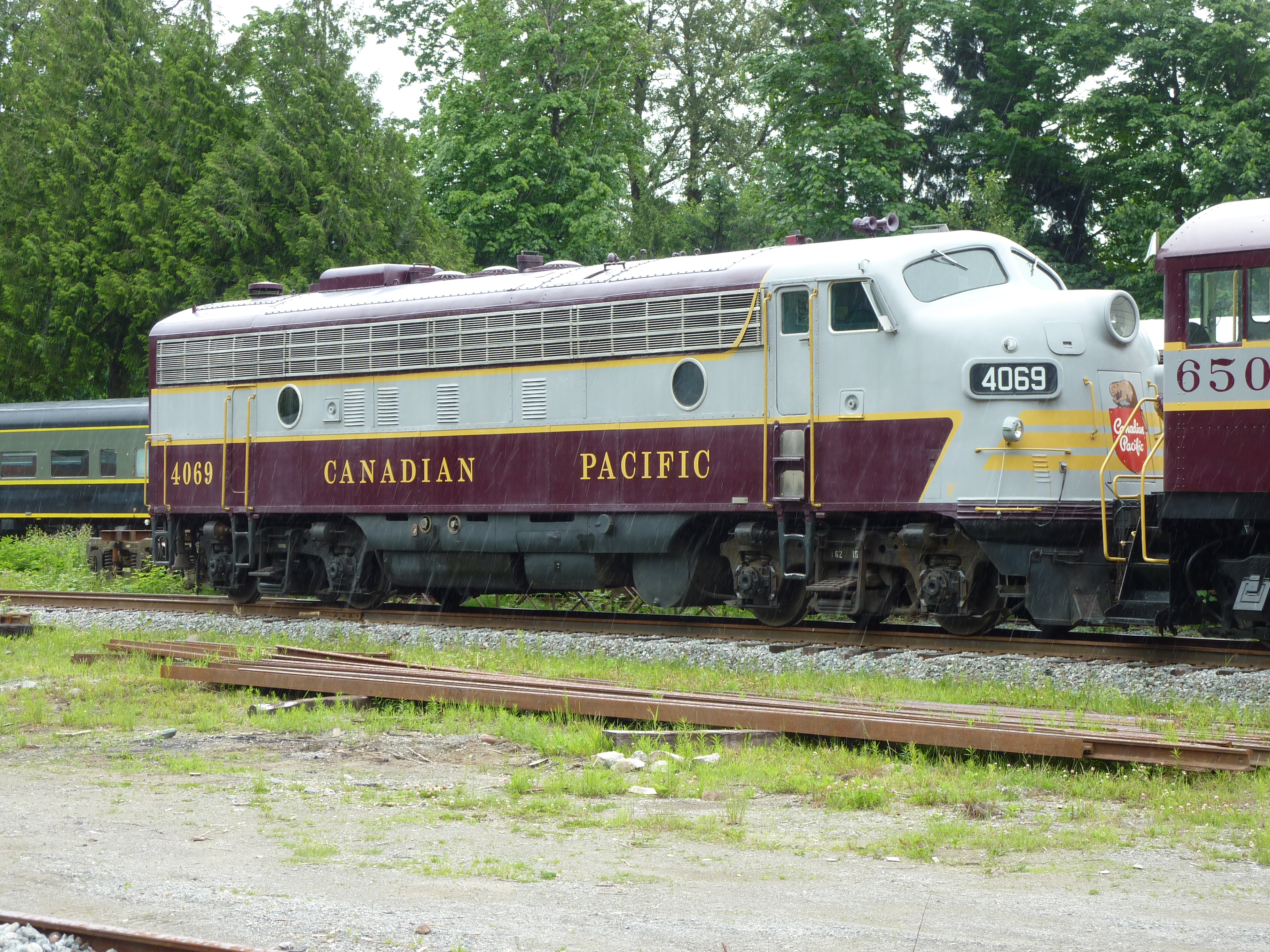
West Coast Railway Associationに保存のFP7-4069号。

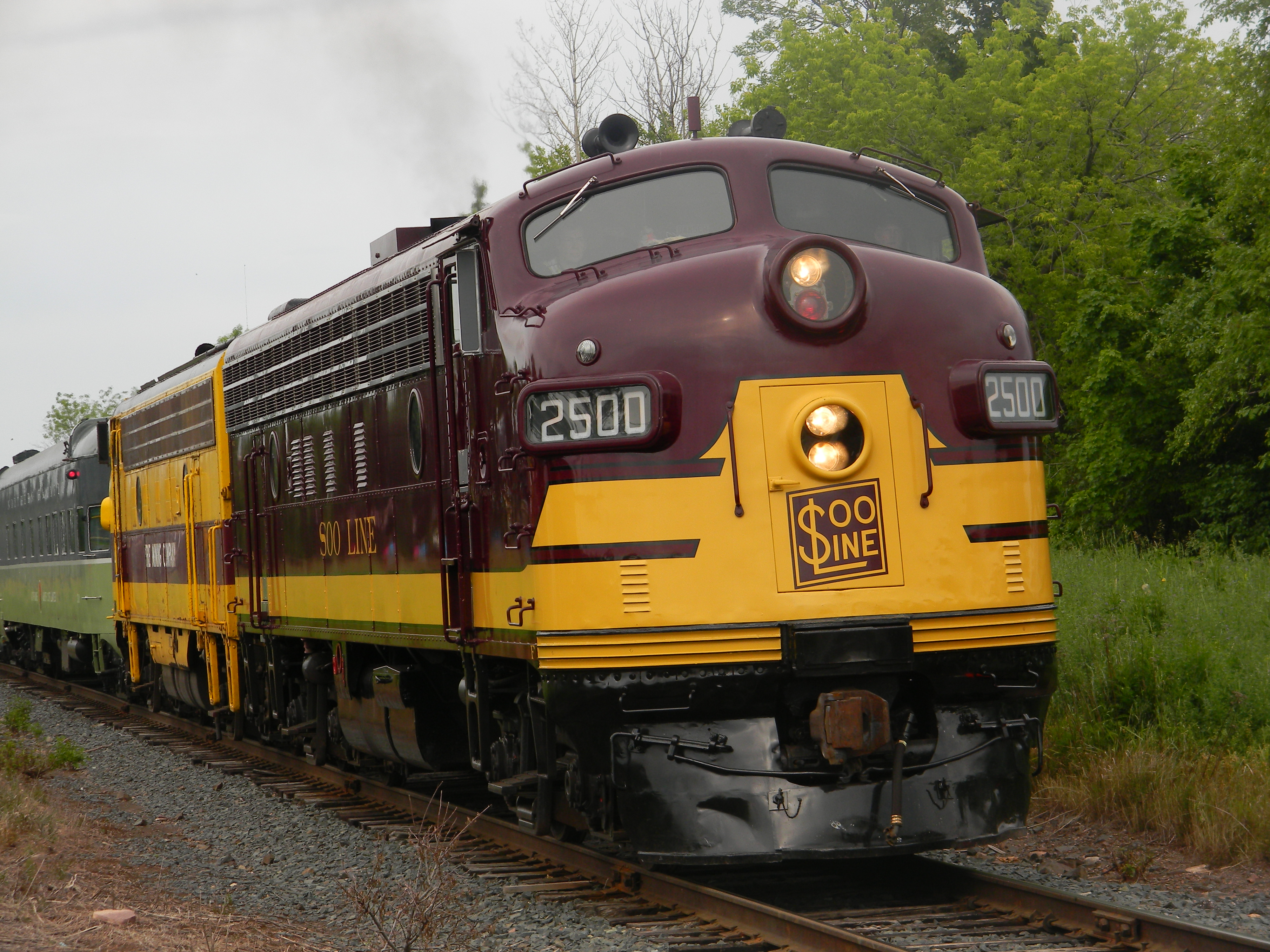
Lake Superior Railroad Museumに保存のFP7-2500号。後ろのF9A-4211号と側面のステンレス鋼製グリルとフィルタ格子の形状が違う。

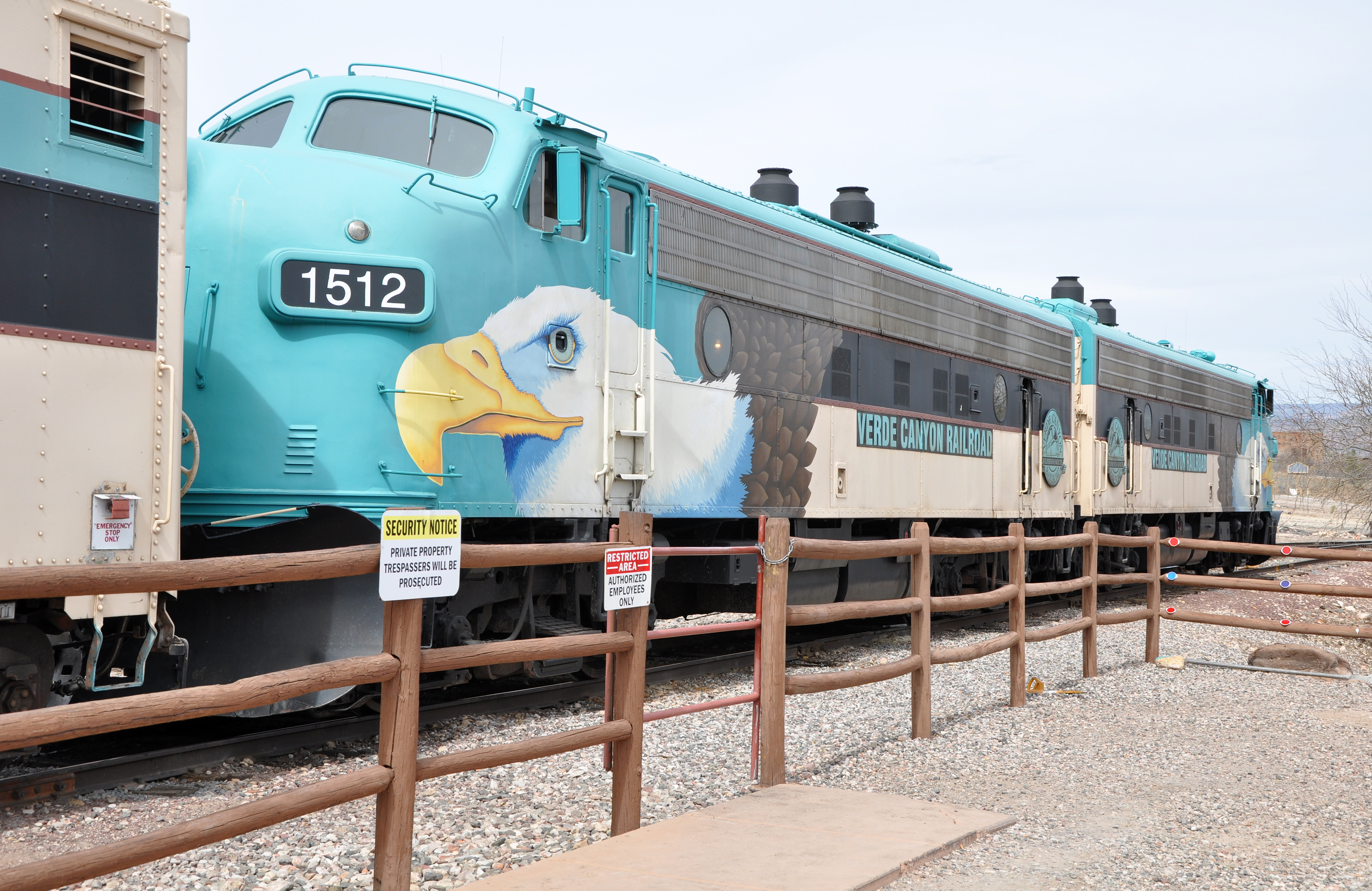
Verde Canyon RailroadのFP7-1510号と1512号の重連。側面のフィルター格子とステンレス鋼製グリルがF7 フェイズII仕様

F7と同じように保存されている車両がある。
en:Lake Superior Railroad MuseumにFP7-2500号が保存。なお、この機関車は当初FT-103号のようにEMDのデモ機として登場した。
Hub City Heritage Corporation Railway MuseumにFP7-116A号が保存されている。
en:Stone Mountain Scenic Railroadに観光列車牽引用にFP7-6143号と6147号を保有している。
en:Western Pacific Railroad Museumにカリフォルニア・ゼファーを牽引したFP7-805A号が保存されている。
en:Illinois Railway MuseumにFP7-104Cが保存。
en:North Carolina Transportation MuseumにFP7-6133号が保存されている。
en:R.J. Corman Railroad GroupにDinner Train等の特別列車牽引用にFP7-1940号及び1941号を保有している。
en:Verde Canyon Railroadに観光列車牽引用にFP7-1510号と1512号を保有している。
en:National Railway Historical SocietyのPhiladelphia支部にFP7-902号及び903号が保存されている。
en:Escanaba and Lake Superior RailroadがFP7-600号を保有している。
en:West Coast Railway AssociationがFP7-1404号及び4069号を保有している。
アルバータ州メディシンハットのRiverside Veterans’ Memorial Parkにカナダ太平洋鉄道塗装のFP7-1418号と1424号が連結されて保存されている。
en:Durbin and Greenbrier Valley RailroadがFP7-67号と243号の2両を保有し各種イベント列車を牽引している。2両で外観が異なっており67号は側面は丸窓が埋められてフィルター格子のみで屋根上は排気ブレーキ用のファンを設置されているのに対し、243号は側面は原型で屋根上の排気ブレーキ用のファンが設置されていない。

## 文献資料(日本語)
- ネコ・パブリッシング
  - RM　MODELS2000年6月号P96~99『スケールイラストで見るアメリカ黄金時代　第3回EMDのFシリーズ』